# LG Electronics
LG Electronics  est une multinationale sud-coréenne, filiale de  LG Group, dont le siège social se situe dans le quartier de Yeouido-dong, à Seoul. C'est le deuxième fabricant mondial de télévision, derrière Samsung Electronics, et le troisième plus grand fabricant de téléphones mobiles au premier trimestre 2014, en nombre d'unités vendues.

## Histoire
En avril 2018, LG Electronics annonce l'acquisition de ZKW Holding, un fabricant autrichien de lampes pour automobile, pour 1,3 milliard de dollars.
Fin octobre 2020, LG Electronics devient sponsor technologique de LaLiga qui organise la compétition du championnat de football espagnol. Cette collaboration doit permettre l'arrivée de nouvelles expériences interactives pour les spectateurs dans les stades, notamment des accès à des caméras ou à des outils statistiques en temps réel.
En janvier 2021, le groupe annonce la vente de son activité mobile. En avril 2021, LG annonce la mise à l'arrêt de ses activités dans le mobile, en dehors d'une activité de R&D sur les réseaux sans fils, car il n'a pas trouvé de repreneur.

## Activité
L'entreprise est organisée en quatre divisions : Home Entertainment (Électronique Grand Public), Mobile Communications (Téléphonie mobile), Home Appliance (Électroménager), et Air Conditioning & Energy Solutions (Solutions de chauffage, climatisation et énergies renouvelables).
L'entreprise commercialise des produits dans les domaines suivants :
- Téléphonie mobile,
- TV, Audio et Vidéo,
- Électroménager,
- Produits Informatiques,
- Chauffage et Climatisation [12]

### Sites de production
En 2009, l'entreprise ferme deux usines à Mexicali (Mexique) qui fabriquaient des téléviseurs LCD et des téléphones portables.
LG Electronics annonce en avril 2019 la fermeture de l'usine de Pyeongtaek (Corée du Sud) qui fabriquait des smartphones haut de gamme. La production sera délocalisée au Vietnam.

### LG Electronics France
Créée en 1991, la filiale française LG Electronics France emploie 226 personnes en 2018 et réalise un chiffre d'affaires de 226 millions €.
La marque, lancée officiellement en 2005, est présente sur les marchés français des téléphones mobiles, de l'image et du son (téléviseurs, lecteurs, chaînes hi-fi), du matériel informatique (moniteurs, graveurs), de l'électroménager (lave-linges, réfrigérateurs, micro-ondes, aspirateurs) et de la climatisation. Elle atteint en 2009 un taux de notoriété spontanée de 63 % et de 94 % en notoriété assistée.

## Principaux actionnaires
Au 6 décembre 2019:
| LG Corp (holding)                 | 33,7%  |
| National Pension Service of Korea | 10,00% |
| Fidelity Management & Research    | 6,60%  |
| The Vanguard Group                | 2,49%  |
| Dodge & Cox                       | 2,17%  |
| Dimensional Fund Advisors         | 2,01%  |
| BlackRock Fund Advisors           | 1,52%  |
| Wellington Management             | 1,29%  |
| DWS Investment                    | 1,27%  |
| Norges Bank Investment Management | 1,25%  |

## Innovation
LG Electronics dispose aujourd'hui (2016) à travers le monde de 29 pôles de R&D. La marque a d'ailleurs à son actif plusieurs premières mondiales :
- 1996 : Elle crée, avant la concurrence, le téléphone mobile CDMA.
- 1997 : Elle invente le circuit intégré pour téléviseur numérique.
- 2000 : Elle crée le premier réfrigérateur doté d'une connexion internet.
- 2002 : Elle invente le système Direct Drive, moteur électromagnétique, sans courroie ni poulie pour les machines à laver.
- 2004 : Elle conçoit les premiers téléphones mobiles DMB et DVB-H 3G, capables de recevoir la TV en direct sur mobile, via le signal hertzien.
- 2005 : LG crée le premier lave-linge vapeur dédié au soin et au défroissage du linge.
- 2006 : LG invente le premier téléviseur au monde avec disque dur intégré
- 2007 : LG lance le premier téléphone mobile à écran tactile : le LG Prada (KE850)
- 2008 : 
  - Lancement du concept Scarlet : gamme d'écrans LCD au design distinctif et saga publicitaire innovante.
  - Développement de la première puce modem au monde pour mobile LTE 4G.
- 2009 :
  - La marque présente sa montre téléphone 3G et la TV HD LED la plus fine du monde au salon CES de Las Vegas.
  - Mise sur le marché de la première platine de salon connectée à Youtube.
- 2010 :
  - LG annonce, le LG Optimus (en), un smartphone haut de gamme sous Android équipé d'un processeur Nvidia Tegra 2[19]. Il crée également l'interface Optimus UI pour cette série naissante[20]. S'ensuivront plus tard la série Optimus L avec une version plus bas de gamme qu'est la série Optimus F, puis la série Optimus G[21],[22].
  - Premier smartphone sous Windows Mobile 7 sur le marché français le LG Optimus 7 (en) (ou Optimus 7 E900)[23]
- 2011 : Lors du CES, LG annonce son premier smartphone double cœur, le LG Optimus 2X (en)[24]
- 2011 : LG obtient l'interdiction (temporaire), pour Sony d'importer ses consoles PlayStation 3 en Europe. Ceci fait suite à une affaire les opposant sur une question de brevets, liés à la technologie Blu-ray[25]. Cette interdiction sera levée dix jours plus tard, LG devant assurer l'intégralité des frais de justice et dédommager Sony[26].
- 2015 : Série LG V (en) de téléphones mobiles haut de gamme sous Android.
- 2016 : Série LG K (en) de téléphones mobiles bas de gamme sous Android.

## Obsolescence programmée
En 2019, la durée de vie d'un lave-linge LG n'est que de 4,6 ans. L'association Halte à l'obsolescence programmée et Murfy, une entreprise spécialisée dans la réparation des électroménagers, questionnent notamment « l’intentionnalité de l’irréparabilité », tant les pièces de rechange qui permettraient de réparer ces appareils sont rendues inaccessibles et chères par le fabricant.